# 佐々木勇
佐々木 勇（ささき いさむ、1921年（大正10年）11月5日 - ？）は、大日本帝国陸軍の軍人、航空自衛官。太平洋戦争時の戦闘機操縦者でエース・パイロット。最終階級は准尉。

## 経歴
1921年（大正10年）11月5日、広島県に生まれる。工業高校中退後、1938年（昭和13年）4月に東京陸軍航空学校へ入校した。1941年（昭和16年）3月、陸軍少年飛行兵第6期生として熊谷陸軍飛行学校を卒業し、台湾の飛行第50戦隊に配属された。
太平洋戦争の開戦とともに、飛行第50戦隊第1中隊の一員としてフィリピン攻略作戦に参加した。佐々木伍長の初陣は12月10日で、ビガン沖の味方船団上空を哨戒飛行中、B-17Cが来襲した。佐々木はB-17をバギオ付近まで追撃したが撃墜できず、日本海軍の零式艦上戦闘機隊に追撃を委ねて帰投した。1942年（昭和17年）1月、佐々木は戦隊とともにタイに進出、ラングーン上空の空戦で初戦果を上げた。それから2年余、ビルマでの激しい航空戦に身を投じ、数十回の戦闘を通じてその優れた操縦・射撃技術を開花させた。この間に記録した個人撃墜数は、小型機約20機、大型機12機を数えた。飛行第50戦隊で佐々木は、穴吹智、下川幸雄両軍曹と並ぶ「少飛6期の三羽烏」の一人として「腕の佐々木」と称された。
1944年（昭和19年）4月、佐々木は内地に帰還し、陸軍航空審査部のテストパイロットへと転じた。佐々木の剛胆で巧みな戦闘技術は、審査部勤務時代においてもB-29の迎撃戦で発揮された。1945年（昭和20年）5月25日の夜間迎撃では、四式戦闘機に乗り込んで出撃。大火災の東京上空を3,000～4,000メートルの低空で侵入するB-29に対し、直上方および前下方からの近接攻撃を繰り返し、3機を撃墜した（1機目のエンジンを発火させ、2機目は燃料を大量流出させ、3機目を大きく損傷させた）。
終戦までに佐々木曹長はB-29を6機撃墜、3機を撃破し、この功績に対して7月15日に陸軍武功徽章（乙）が授与され、同日付をもって少飛6期生の生存者として唯一人准尉に特別進級した。ビルマ戦線での戦果を含めると、佐々木の総撃墜数は少なくとも38機に達していた。
戦後は平山に改姓し、航空自衛隊に入隊し三等空佐で退官。広島県に在住していた。